# 盘吉尔塔格山
盘吉尔塔格山（维吾尔语: پەنجىر تاغ , 英语：Penjirtagh mountain）距托克逊县城55千米，克尔碱镇镇政府10千米，海拔约为1200米左右，面积约1.5平方千米。有公路从附近通过。